# Gerhard Einsele
Gerhard Einsele (* 17. März 1925 in Kirchheim unter Teck; † 19. November 2010) war ein deutscher Geologe, der sich insbesondere mit Hydrogeologie, Sedimentologie und Ingenieurgeologie befasste.
Einsele war der Sohn eines Sparkassenangestellten, ging in Kirchheim und Stuttgart zur Schule, machte 1943 Notabitur und war dann Soldat in Nordafrika, wo er in britische Kriegsgefangenschaft geriet und mehrere Jahre in Ägypten interniert war. Ab 1948 studierte er Geologie in Stuttgart und dann an der Universität Tübingen, wo er 1951 der Tübinger Königsgesellschaft Roigel beitrat und 1954 promoviert wurde (Über Gesteinsbildung und Fossilerhaltung im Posidonienschiefer des schwäbischen Jura). Danach war er Assistent in Tübingen und von 1955 bis 1958 als Angewandter Geologe beim Zweckverband Bodensee-Wasserversorgung. Danach war er wieder Assistent in Tübingen und 1960/61 an der Scripps Institution of Oceanography in La Jolla. 1962 habilitierte er sich mit den in Kalifornien angestellten Untersuchungen zur Meeresgeologie in Tübingen (Die rezente Sedimentation im San Diego Trog vor der südkalifornischen Küste). 1964/65 nahm er an der ersten ozeanographischen Expedition der gerade fertiggestellten Meteor ins Rote Meer teil. 1968 wurde er Professor für Angewandte Geologie an der Universität Kiel, wo er ein Labor für experimentelle Sedimentologie einrichtete und sich mit der Hydrogeologie der Umgebung von Kiel befasste. Ab 1972 war er Professor für Exogene Dynamik an der Universität Tübingen, wo er 1993 emeritiert wurde.
Er war insbesondere als Hydrogeologe bekannt, seine wissenschaftliche Vorliebe galt aber der Sedimentologie. Er befasste sich insbesondere mit Hydrogeologie von Festgesteinen, Stofftransport organischer Schadstoffe, Wasser- und Stoffhaushalten in Grundwassereinzugsgebieten. Mit seinen Mitarbeitern in Tübingen war er als Hydrogeologe an mehreren großen interdisziplinären Projekten beteiligt (Main-Projekt, Wutach-Projekt, Landschaftsökologisches Forschungsprojekt Schönbuch). Er forschte weltweit im Gelände und war in Tübingen als Sedimentologe am Deep Sea Drilling Project beteiligt.
Er hatte 69 Doktoranden und 6 Habilitanden. Einige seiner Schüler sind selbst Professoren, unter anderem Martin Sauter (Göttingen), Peter Grathwohl (Tübingen), Matthias Hinderer (TU Darmstadt), Christoph Schüth (TU Darmstadt), Randolf Rausch (TU Darmstadt), Georg Teutsch (Helmholtz Zentrum für Umweltforschung Leipzig), Andreas Wetzel (Basel).
1991 erhielt er die Hans-Stille-Medaille. Er war Ehrenmitglied der Geological Society of America.
Er war seit 1958 verheiratet und hatte drei Kinder, darunter Hermann Einsele, Professor an der Julius-Maximilians-Universität in Würzburg.

## Schriften
- Sedimentary basins, Springer Verlag 1992, 2. Auflage 2000
- mit Adolf Seilacher (Herausgeber) Cyclic and event stratification, Springer Verlag 1982
  - 2. Auflage (mit Seilacher und W. Ricken als Herausgeber): Cycles and Events in Stratigraphy, Springer Verlag 1991
- Über Art und Richtung der Sedimentation im klastischen rheinischen Oberdevon (Famenne), Abhandlungen des Hessischen Landesamtes für Bodenforschung, Heft 43, 1963